# Normativer Mineralbestand
Der normative Mineralbestand stellt eine idealisierte mineralogische Zusammensetzung eines Gesteins dar. Er wird anhand einer chemischen Analyse nach einer Rechenvorschrift (einer Norm) ermittelt. Der normative Mineralbestand ist somit eine alternative Darstellung einer solchen Analyse. Er wird häufig in Molprozent (Mol-%) angegeben, für verschiedene Fragestellungen aber auch in Volumenprozent (Vol.-%) oder Gewichtsprozent (Gew.-%) umgerechnet. Im Gegensatz zum modalen Mineralbestand ist der normative Mineralbestand eine hypothetische Eigenschaft eines Gesteins und stimmt nur in besonderen Fällen mit dem Verhältnis der tatsächlich in ihm auftretenden Minerale überein.
Insbesondere für feinkörnige oder glasige vulkanische Gesteine, deren Mineralbestand aufgrund der Feinkörnigkeit nicht oder nur unzureichend mit mikroskopischen Mitteln erfassbar ist, stellt der normative Mineralbestand eine wichtige Kenngröße zur Klassifikation anhand des Mineralbestandes, z. B. im Streckeisendiagramm, dar. Weiterhin ermöglicht er einen schnellen Vergleich von unterschiedlich stark kristallisierten Gesteinen und lässt Aussagen über den Sättigungszustand bestimmter Spezies im beobachteten chemischen System zu (z. B. die SiO2-Sättigung). Dies kann für weitergehende petrologische Interpretationen notwendig sein.
Bekannte und häufig angewandte standardisierte Rechenvorschriften sind die CIPW-Norm und die Barth-Niggli-Norm.